# Pérols-sur-Vézère
Pérols-sur-Vézère är en kommun i departementet Corrèze i regionen Nouvelle-Aquitaine i de centrala delarna av Frankrike. Kommunen ligger  i kantonen Bugeat som tillhör arrondissementet Ussel. År 2022 hade Pérols-sur-Vézère 199 invånare.

## Befolkningsutveckling
Antalet invånare i kommunen Pérols-sur-Vézère
Referens:INSEE